# (473005) 2015 HO38
(473005) 2015 HO38 es un asteroide perteneciente al cinturón de asteroides, descubierto el 7 de marzo de 1997 por el equipo del Spacewatch desde el Observatorio Nacional de Kitt Peak, Arizona, Estados Unidos.

## Designación y nombre
Designado provisionalmente como 2015 HO38.

## Características orbitales
2015 HO38 está situado a una distancia media del Sol de 2,676 ua, pudiendo alejarse hasta 3,079 ua y acercarse hasta 2,273 ua. Su excentricidad es 0,150 y la inclinación orbital 9,565 grados. Emplea 1599 días en completar una órbita alrededor del Sol.

## Características físicas
La magnitud absoluta de 2015 HO38 es 16,7.